# Župnija Grgar
Župnija Grgar je rimskokatoliška teritorialna župnija dekanije Nova Gorica v škofiji Koper.
Leta 1968 so  med sondiranjem v župnijski cerkvi sv. Martina naleteli na ostanke še starejše predhodne cerkve - romanske apside z originalnim tlakom. Na tem nivoju so našli tudi figuralni relief iz bakrene pločevine z upodobitvijo Marije, ki moli. Nastal naj bi konec 12. ali v začetku 13. stoletja in je najstarejša upodobitev Marije na ozemlju Republike Slovenije. Relief danes hrani Goriški muzej. Domnevno je v cerkvi sv. Martina pokopana Urška Ferligoj, pastirica in Marijina vidkinja.

## Sakralni objekti
|    | slika | cerkev                              | kraj / naselje |
| -- | ----- | ----------------------------------- | -------------- |
| 1. |       | cerkev sv. Martina župnijska cerkev | Grgar          |
| 2. |       | cerkev sv. Petra podružnica         | Grgar          |

Od 1. januarja 2018  :
|    | slika | cerkev     | kraj / naselje |
| -- | ----- | ---------- | -------------- |
| 1. |       | podružnica |                |
| 2. |       | podružnica |                |